# ガールフレンド・フロム・キョウト
『ガールフレンド・フロム・キョウト』は、古川本舗の2枚目のオリジナルアルバムである。
2012年11月7日にスペースシャワーミュージック及びドワンゴ・ミュージックエンタテインメント（現ドワンゴ）よりリリース。

## 概要
前作『Alice in Wonderword』より約1年半ぶりのアルバム。今作よりスペースシャワーミュージックからのリリース。
「魔法」や「グレゴリオ」などの新曲6曲収録されている。{https://ototoy.jp/feature/20121109}

## 楽曲解説
1.魔法

## 収録曲
| 全作詞・作曲: 古川本舗。 |                    |           |            |          |      |
| #                        | タイトル           | 作詞      | 作曲・編曲 | 編曲     | 時間 |
| 1.                       | 「魔法」           | 古川本舗  | 古川本舗   | 古川本舗 | 4:19 |
| 2.                       | 「月光食堂」       | 古川本舗  | 古川本舗   | 古川本舗 | 4:43 |
| 3.                       | 「グレゴリオ」     | 古川本舗  | 古川本舗   | 古川本舗 | 5:18 |
| 4.                       | 「ルーム」         | 古川本舗  | 古川本舗   | 古川本舗 | 5:39 |
| 5.                       | 「KAMAKURA」       | 古川本舗  | 古川本舗   | 古川本舗 | 5:45 |
| 6.                       | 「IVY」            | 古川本舗  | 古川本舗   | 古川本舗 | 3:39 |
| 7.                       | 「KYOTO」          | 古川本舗  | 古川本舗   | 古川本舗 | 5:06 |
| 8.                       | 「春の」           | 古川本舗  | 古川本舗   | 古川本舗 | 6:02 |
| 9.                       | 「はなれ、ばなれ」 | 古川本舗  | 古川本舗   | 古川本舗 | 3:29 |
| 10.                      | 「恋の惑星」       | 古川本舗  | 古川本舗   | 古川本舗 | 4:58 |
| 11.                      | 「Family」         | 古川本舗  | 古川本舗   | 古川本舗 | 5:56 |
| 12.                      | 「Girlfriend」     | 古川本舗  | 古川本舗   | 古川本舗 | 5:04 |
| 合計時間:                | 合計時間:          | 合計時間: | 59:58      |          |      |

## クレジット
- 古川本舗
  - All Arrangement
  - Vocals, Guitars (#5)
  - Bass (#2.4.5.10)
  - Piano, Organ (#2.3)
  - Programming (#1-8.10.11.12)
- ちょまいよ：Vocals (#1)
- acane_madder
  - Vocals (#2)
  - Piano, Organ (#12)
- ちびた：Vocals (#3)
- 花近：Vocals, Arrangement (#4)
- 歌うキッチン：Vocals (#6)
- アイコ (advantage Lucy)：Vocals (#7)
- 大坪加奈 (Spangle call Lilli line)：Vocals (#8)
- ばずぱんだ：Vocals, Guitar, Arrangement (#9)
- 排郷メイコ：Vocals (#10)
- YeYe：Vocals (#11)
- 山崎ゆかり (空気公団)：Vocals (#12)
- 原朋信：All Arrangement
- 久保裕矢：Arrangement (#1.2.3.11.12)
- 和田たけあき：All Guitar
- 二村学：Bass (#1.3.8.11.12)
- 森信之：Drums (#1.3.8)
- daji：Piano, Organ (#1)
- oga：Piano, Organ (#3.8.11.12)
- 久保梨沙：Chorus (#12)
- 武内香澄、太田陽子：Strings (#1.2.3.11.12)
- 田平純子、北島綾乃：Strings (#1.2.3.12)
- 高山聖子：Harp (#2)
- 中野勇介：Trumpet (#12)
- 林由眞：Cajon (#7)